# 현악 사중주 1번 (브람스)
요하네스 브람스의 현악 사중주 1번, 다단조과 현악 사중주 2번, 가단조는 1873년 작품번호 51번으로 함께 출판되었다. 브람스의 친구 테오도르 빌로트에게 바쳐졌다.

## 작곡 경위
1873년 이 현악 사중주들을 공개했을 당시 브람스는 40세였다. 브람스는 현악 사중주를 매우 중요한 장르로 여겼으며, 자신의 매우 높은 기준을 만족하지 않는 작품은 출판하지 않았다. 현악 사중주 작품번호 51번을 출판하기 전에 20곡에 달하는 현악 사중주를 폐기했다는 이야기도 있다.
현악 사중주 1번은 1865년에 이미 완성했었지만, 10년이 넘도록 고쳐썼다. 브람스의 친구 막스 칼베크에 따르면, 작품번호 51을 출판하기 전에 작품을 비밀리에 연주시켜, 공연 후 악보를 또 한번 크게 고쳤다고 한다.
브람스의 시대에 현악 사중주와 교향곡은 베토벤의 작품들이 지배하던 장르였다. 베토벤의 가장 위대한 작품들이 다단조로 쓰여졌는데, 브람스가 자신의 첫 현악 사중주와 교향곡 1번 (브람스)를 같은 조로 썼다는 것은 베토벤의 영향을 인정함과 동시에 그로부터 벗어나려고 하는 상징으로 볼 수도 있다.

## 음반
- 사중주 1번
- 사중주 2번